# Publications de l'École française de Rome
Les Publications de l'École française de Rome sont la maison d'édition de l'École française de Rome. Elle publie chaque année 25 à 30 ouvrages dans les domaines suivants : histoire de l'Antiquité romaine, littérature et philologie latines, archéologie antique et médiévale, histoire de l'Église, histoire de l'Italie, histoire de l'Europe, histoire de la Méditerranée, histoire de l'art, histoire moderne, médiévale et antique, protohistoire.
Ces ouvrages sont principalement édités dans deux séries : la prestigieuse « Bibliothèque des Écoles françaises d'Athènes et de Rome », qui accueille les thèses des membres de l'École, et la « Collection de l'École française de Rome ».
Les Mélanges de l'École française de Rome sont disponibles en libre accès jusqu'à l'année 2009 sur le portail Persée.